# Asparagina
La asparagina (abreviada como Asn o N) es uno de los 20 aminoácidos codificados en el código genético. Tiene un grupo carboxamida como su cadena lateral o grupo funcional. En el ser humano no es un aminoácido esencial. Los codones que la codifican son AAU y AAC.
Una reacción entre la asparagina y un azúcar reductor o carbonilo reactivo produce acrilamida (amida acrílica) en los alimentos cuando se calientan a temperatura suficientemente alta. Estos productos están presentes en frituras, como patatas paja, hojuelas, y café tostado.

## Historia
La asparagina se aisló por primera vez en 1805 por el químico francés Pierre Robiquet, quien la analizó en 1806 junto con Louis-Nicolas Vauquelin, a partir del jugo del espárrago, en el que abunda, convirtiéndose en el primer aminoácido en ser aislado. El olor característico de la orina de los individuos después del consumo de espárrago es atribuido a varios subproductos metabólicos de la asparagina.
El nombre asparagina proviene del griego (ἀσπάραγος) + -īn(a) quím. 'sustancia'.

## Función estructural en las proteínas
Dado que la cadena lateral de asparagina puede formar enlaces de hidrógeno con el esqueleto del péptido, los residuos de asparagina suelen encontrarse al principio y al final de la estructura de hélice alfa, y en vueltas o asas en láminas beta. Se cree que su rol es acaparar las interacciones de enlace de hidrógeno que de otro modo estarían satisfechas por el esqueleto del polipéptido. La glutamina, con un grupo metileno extra, tiene mayor entropía conformacional y en consecuencia es menos útil en este sentido.
La asparagina también provee sitios clave para la N-glicosilación, una modificación de la cadena de proteína con la adición de cadenas de carbohidratos.